# 禄剛埼灯台
禄剛埼灯台（ろっこうさきとうだい）は、石川県珠洲市に位置する灯台。地元では、設置されている町の名前から｢狼煙の灯台｣と呼ばれている。歴史的・文化的価値の高さから、Aランクの保存灯台に指定されているほか、「日本の灯台50選」にも選ばれている。通常の灯台は、レンズを回転させることにより光を点滅させるが、この灯台では、レンズを固定し灯火の遮蔽板（しゃへいばん）を回転させることによって点滅させている。
日本で唯一、菊の紋章が入ったプレートがあるが、これは灯台に建設を記念して下賜されたものである。
2024年1月1日、能登半島地震で、灯台の心臓部であるフレネルレンズが損傷。製造技術が途絶えているため、修復も作り直すのも不可能に近く、国は電球＋レンズからLEDへの変更を計画。2025年（令和7年）3月25日に光源のLED化を含めた復旧工事が完了した。

## 歴史
- 1883年（明治16年）7月10日 - 設置、初点灯[5]。当初から白色塔形（円形）石造だが、石材は穴水町から船で運び、崖下から索道を架けて、人力で引き上げるという難工事で、完成までに2年を費やした。
- 1915年（大正4年）7月22日 - 燭光数、光達距離変更[6]。
- 1933年（昭和8年）3月30日 - 灯質変更[7][8]。
- 1940年（昭和15年）3月24日 - 電灯化、燭光数変更[9][10]。
- 1963年（昭和38年）- 機器の自動化により、無人化される。
- 1998年（平成10年）-「日本の灯台50選」に選定。
- 2008年（平成20年）4月10日 - 無線方位信号所（レーマークビーコン）廃止[11]。
- 2009年（平成21年) - 「近代化産業遺産」に認定。
- 2017年（平成29年）- 「恋する灯台」に認定[12]。
- 2024年（令和6年）1月1日 - 能登半島地震により、フレネルレンズの上部が粉々に割れた[13]。
- 2025年（令和7年）3月25日 - レンズ及び電球の撤去と、LED光源（海上保安庁が独自に開発）の設置が完了。翌3月26日に海上保安庁が復旧の完了を発表した[4]。

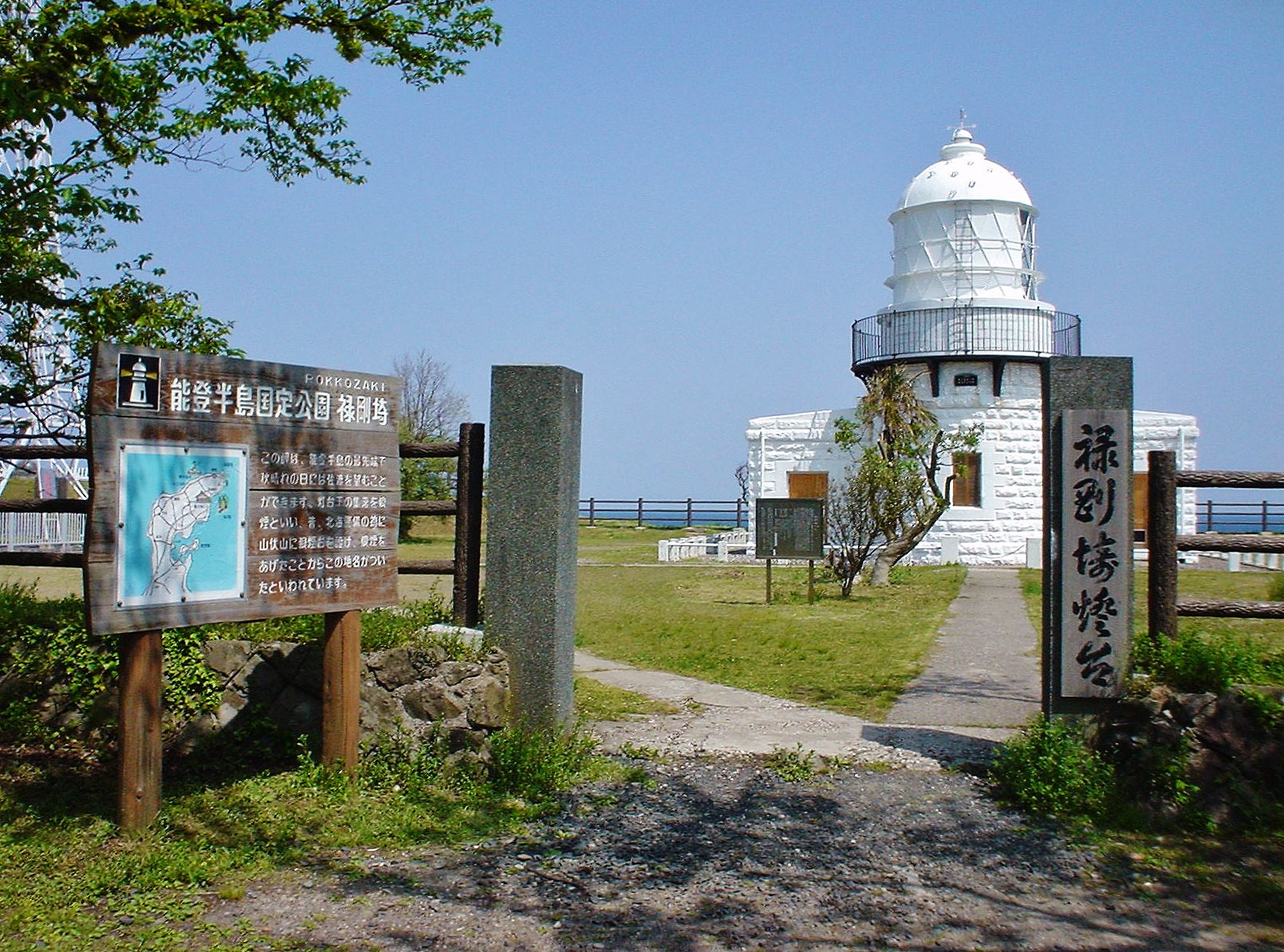
灯台入口
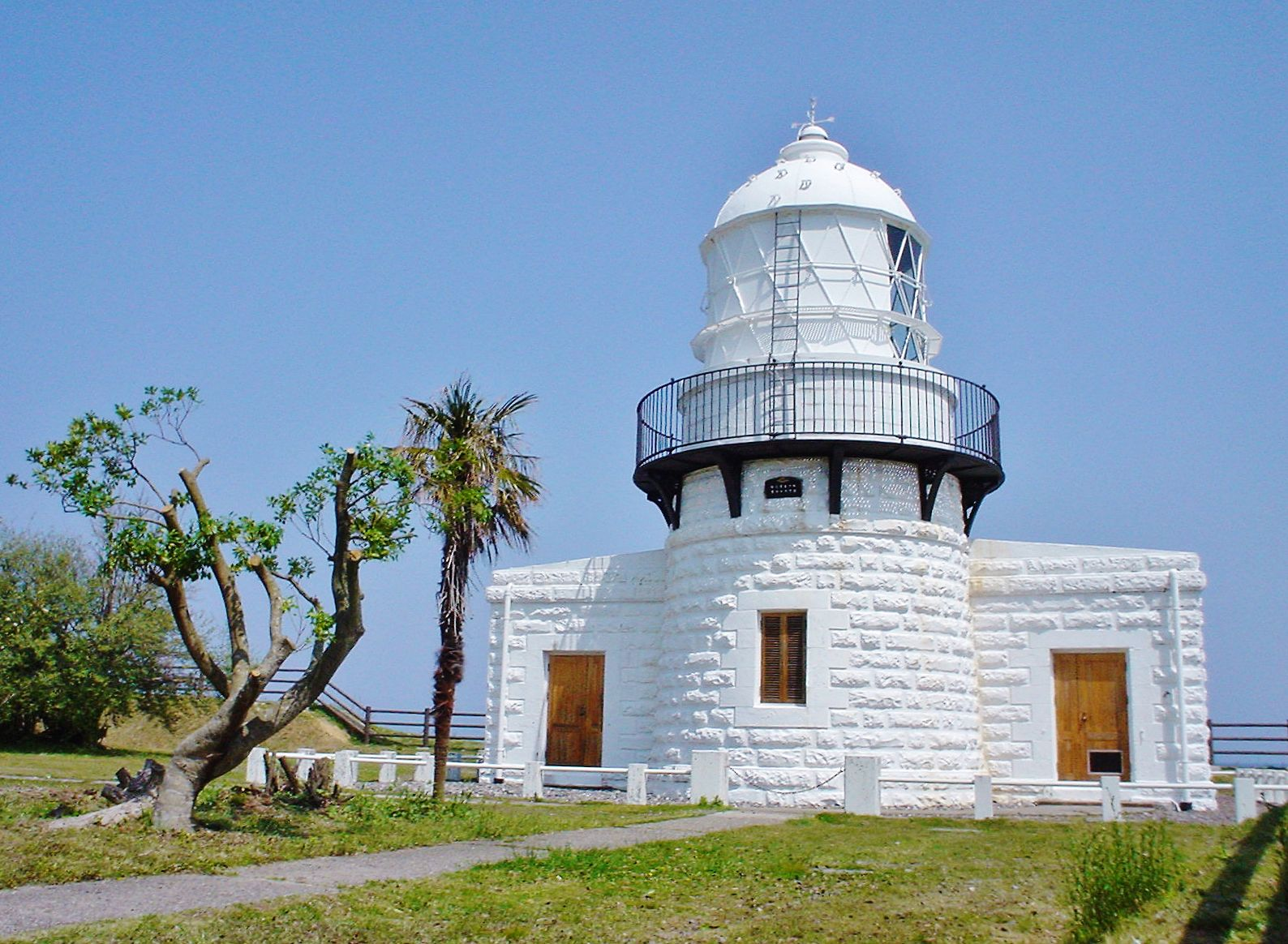
灯台近景（陸側）
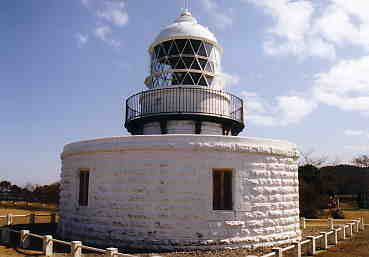
灯台近景（海側）
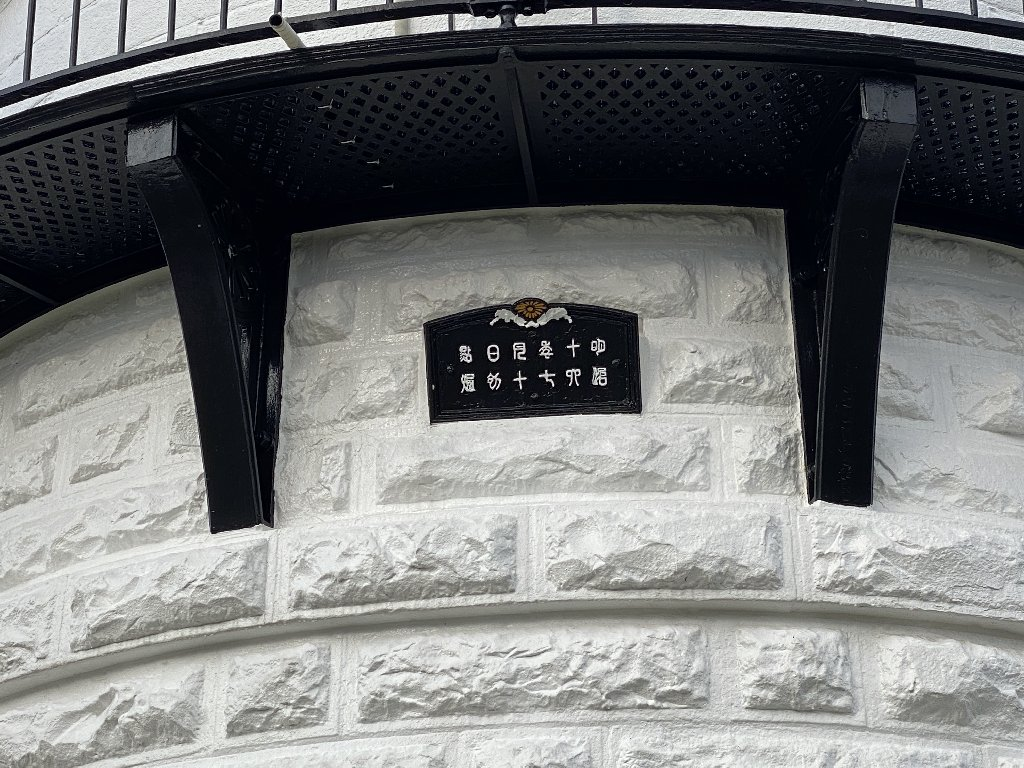
菊の紋章がある灯台は日本で唯一とされる
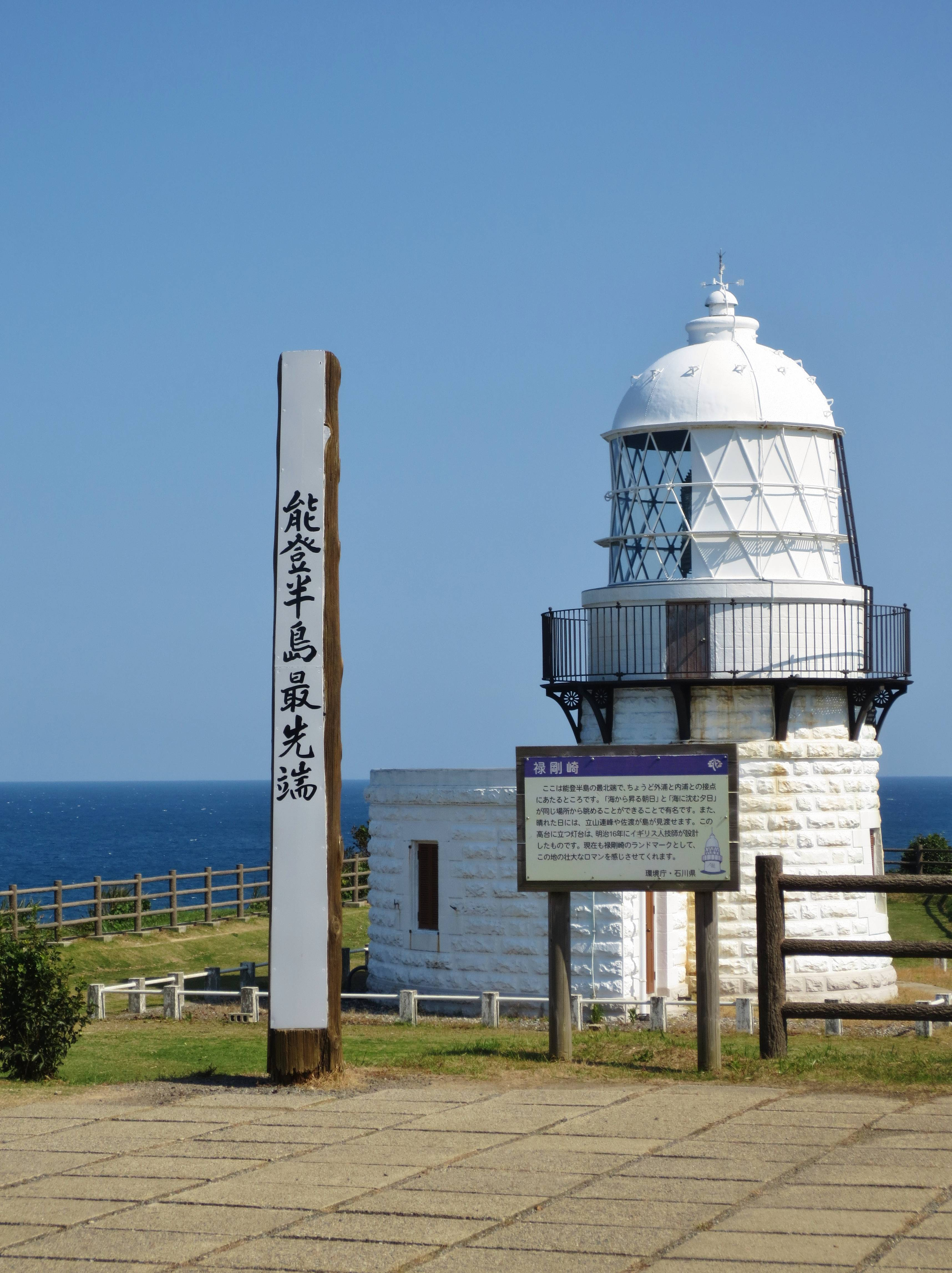
能登半島最先端の碑
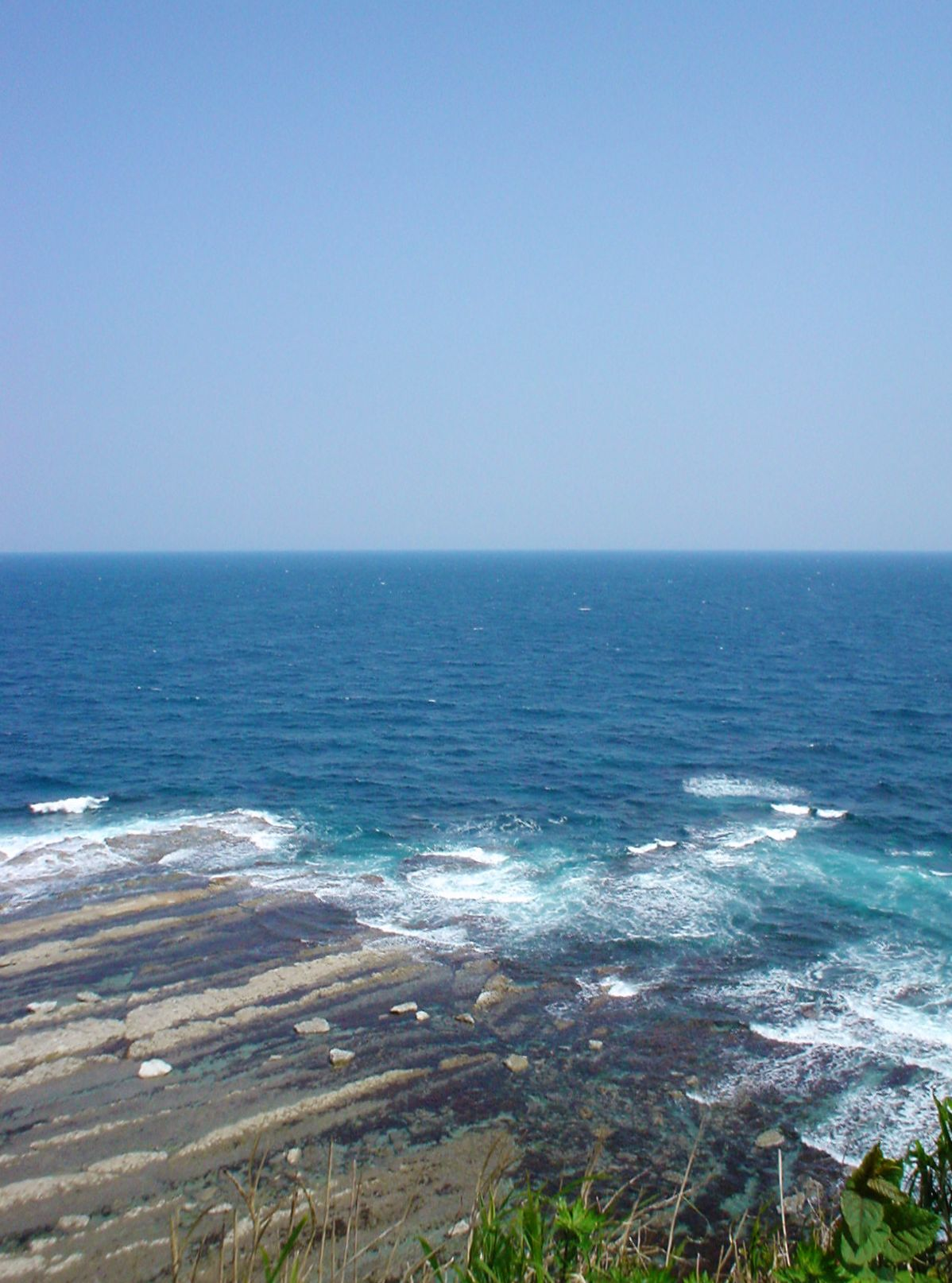
千畳敷を見下ろす

## 交通アクセス
バス
- 北鉄奥能登バス木ノ浦線「狼煙」バス停下車、徒歩7分
  - 道の駅狼煙の向かいにある登り口、または禄光旅館わきの道路を入った所にある登り口から徒歩で登るのが唯一のアクセス手段となる。